# Domenico Leccisi
Domenico Leccisi (n. 20 mai 1920, Molfetta, Apulia, Italia – d. 2 noiembrie 2008, Milano, Italia) a fost un ziarist, sindicalist și politician italian.

## Biografie
Înscris în Partidul Național Fascist la Milano, el a fost lider sindical. În timpul celui de al Doilea Război Mondial a luptat în cavalerie⁠(d) pe frontul francez și pe cel iugoslav.
El s-a alăturat Republicii Sociale Italiene, ca exponent al fascismului de stânga⁠(d). În această perioadă a publicat numeroase articole în sprijinul proiectului guvernului⁠(d) fascist republican⁠(d) de socializare a economiei⁠(d), intrând în polemică cu ministrul economiei corporative Angelo Tarchi⁠(d) pe tema presupusei întârzieri punerii sale în aplicare. În ultimul număr al ziarului „Reppublica fascista", lansat pe 25 aprilie 1945, cu puțin timp înainte de căderea Republicii Sociale italiene⁠(d) Leccisi scria:
„Astăzi, când pare să cadă cortina peste ultimul act al celei mai mari tragedii îndurate de om, ridicăm chipul către soarele țării noastre .... să ne pregătim să ducem dincolo de liniile de luptă, încă arzând, crezul priorităților noastre revoluționare”—Domenico Leccisi la 25 aprilie 1945 în "Repubblica fascista"

### Partidul Democrat Fascist
În perioada imediat postbelică, el a fondat împreună cu Mauro Rana și Antonio Parozzi Partidul Democrat Fascist⁠(d) și deja la 5 noiembrie 1945, la cinematograful Odeon din Milano, a declanșat prima acțiune a noului grup, dând foc afișelor filmului Roma, oraș deschis. În ianuarie 1946, împreună cu Rana, a ocupat o tipografie de pe corso Garibaldi, obligându-i pe angajați să tipărească copii ale Luptei fasciste, publicație ce a fost difuzată discret prin oraș, și de care s-a ocupat în principal Brunhilda Tanzi⁠(d) care mai târziu avea să cadă victimă grupării Volante Rossa „Martiri Partigiani”⁠(d) în ianuarie 1947.
La 11 aprilie 1946, Leccisi a trimis o scrisoare adresată prefectului din Milano, Ettore Troilo⁠(d) , propunând un compromis politic care să realizeze „o punte de legătură între fascism și anti-fascism”, dar cu condiția eliberării tuturor fasciștilor încă închiși la San Vittore, și permisiunea de a celebra o liturghie în memoria celor căzuți în Republica Socială Italiană, în caz de refuz rezervându-și dreptul de a începe lupta în numele propriilor lor martiri. Scrisoarea trimisă de Leccisi a fost transmisă ministrului de interne,⁠(d) Giuseppe Romita⁠(d) , care, după descoperirea unor exemplare din Lupta fascistă a ordonat să se procedeze la identificarea coordonatorilor grupului.

#### Furtul cadavrului lui Mussolini
Aflând de locul în care a fost înmormântat Benito Mussolini, în noaptea dintre 22 și 23 aprilie 1946, a devenit protagonistul răsunătorului gest de furt al cadavrului Ducelui împreună cu Rana și Parozzi. Profitând de o revoltă care se desfășura la închisoare milaneză san Vittore⁠(d), care a distras atenția forțelor de ordine, a intrat în cimitirul Musocco,⁠(d) unde a dezgropat cadavrul, și a plecat ducându-l cu roaba. Leccisi a spus, după mai mulți ani, că a aflat locul înmormântării, care era ținut secret, de la un fost prizonier german, în timp ce, potrivit poliției, locul de înmormântare a Ducelui era doar oficial secret, dar era cunoscut de toată lumea. Odată furat, cadavrul a fost ascuns. Acțiunea finalizată de către echipa lui Leccisi a avut o rezonanță enormă la nivel național și ministrul Giuseppe Romita⁠(d) i-a desemnat pe cei mai buni anchetatori să rezolve cazul. Deja pe 29 aprilie, a fost arestat Rana. Pe 7 mai, Leccisi a predat cadavrul a două călugări de la mănăstirea Sant' Angelo din Milano⁠(d) Cei doi frați erau părintele Enrico Zucca și părintele Alberto Parini, acesta din urmă fiind fratele fostului șef al provinciei⁠(d) Milano, Piero Parini⁠(d).
La 17 mai, poliția a arestat alți șaisprezece membri ai Partidului Democrat Fascist⁠(d), dar Leccisi a reușit să dispară între timp și la 30 mai, în piazza del Duomo⁠(d), i-a obligat pe niște operatori să scrie cu semne luminoase de neon o frază care îl lăuda pe Duce, și invita la citirea „Luptei fasciste”. Între timp, se strângea cercul în jurul lui Leccisi. Pe 22 iulie, ceilalți trei membri ai PDF au fost arestați, iar la 31 iulie 1946, și Leccisi, pe urmele căruia se pusese și Volante Rosso⁠(d). Chestorul din Milano Vincenzo Agnesina a spus după arestare:
Am câștigat cursa, pentru capturarea sa, cu criminalii de la Volante Rossa și cu echipa armată care funcționează clandestin în cadrul corpului de poliție. Dacă ar fi căzut în mâinile lor, acum nu ar mai fi aici în fața mea. — Chestorul Vincenzo Agnesina despre Leccisi după arestare
La 12 august rămășițele lui Mussolini au fost recuperate de către autorități și transportate la mănăstirea capucină din Cerro Maggiore, de lângă Legnano, unde au rămas până în 1957, când guvernul Zoli le-a returnat familiei lui Mussolini, și a permis reînhumarea lor la Predappio.

### Deputat
Devenit un personaj celebru în mediile neofasciste italiene, Leccisi a fost deputat național pentru Mișcarea Socială Italiană⁠(d) între 1953 și 1963: în Camera Deputaților a făcut parte din Comisia X (Industrie și Comerț) în timpul celei de a II-a Legislaturi⁠(d) și din Comisia VII (de Apărare) în cea de a III-a⁠(d). Fervent susținător al fascismului de stânga, a avut continue ciocniri cu majoritatea MSI, care îl mustra de trădarea idealurilor fascismului. În 1958, împreună cu Palmiro Togliatti și Giorgio Almirante, a fost unul din principalii susținători ai așa-numitei „operațiuni Milazzo” care, în Sicilia, a făcut posibilă alianța la guvernarea Regiunii între MSI și PCI.
La sfârșitul celei de a III-a Legislaturi, în 1963, MSI l-a exclus pe Leccisi, și l-a eliminat de pe listele electorale. Reintrat mai târziu în partid, a devenit consilier local în Milano. Ulterior s-a retras în viața privată la Milano, unde, în ultimii ani ai vieții sale, a declarat că s-a opus transformării MSI-DN în Alianța Națională⁠(d). El a murit la 88 de ani, din cauza unor probleme respiratorii și cardiace, în timp ce era internat la Pio Albergo Trivulzio⁠(d).

## Publicații
- Cu Mussolini înainte și după Piazzale Loreto, Edizioni Settimo Sigillo, Roma, 1991